# Пчелар (часопис)
За остала значења погледајте чланак Пчелар (вишезначна одредница).
Пчелар је српски часопис за пчеларство, који излази месечно у тиражу од око 13.000.

## Историјат
Први илустровани часопис за пчеларе у Србији штампан је 1883. године у Београду под именом „Пчела“. Потом је штампан „Српски пчелар“ 1. октобра 1896. године у Сремским Карловцима. Од 1899. године наставља да га издаје Српска пчеларска задруга у Руми. „Пчелар“, орган Српског пчеларског друштво, излази од 1. јануара 1898. године у Београду. Јануара 1934. године спојили су се „Пчелар“ и „Српски пчелар“ и од тада излазе под називом „Пчелар“.

## Признања
Указом председника СФРЈ „Пчелар“ је 1973. године одликован Орденом заслуга за народ са сребрним зрацима за изванредне заслуге, популарисање и унапређење пчеларства, а Културно-просветна заједница Србије доделила му је 1984. године Вукову награду за рад у развоју културе у Србији.

## Уредници
- Првослав Нешић
- др мед. Родољуб Живадиновић
- др мед. Милан С. Матејић